# Laurent Kronental
Laurent Kronental, né le 25 février 1987 à Courbevoie, est un photographe d'architecture français.
Il est lauréat de la Bourse du Talent en 2015 et du prix du jury du Festival Circulations en 2016.

## Biographie
Laurent Kronental naît le  25 février 1987 à Courbevoie. Il découvre la photographie en 2007 lors d'un séjour en Chine, à Beijing, où il est séduit par la variété de l'architecture de cette grande métropole, de ses habitants, et de la manière dont ils apprivoisent l’espace.
Il est révélé dès sa première série Souvenir d'un Futur qui se concentre sur les personnes âgées vivant dans les grands ensembles de la région parisienne.
Dans Les Yeux des Tours, un travail qui lui aura pris quatre ans, il invite le spectateur à observer l'urbanisme à travers les hublots des très controversées Tours Aillaud.
À travers son œil et ses objectifs, il cherche à donner une touche d'humanité et de poésie à des complexes architecturaux généralement considérés sans âmes.
Il a été exposé notamment à la Bibliothèque nationale de France à Paris en 2015 et 2017, à la Biennale Internationale de Moscou (2017) ou à l'Art Space Boan à Séoul (2016). Il a également vu ses œuvres publiées dans de nombreuses revues grand public ou spécialisées.
En 2024, il réalise une nouvelle série, La Cité Oasis, portant sur La Grande-Motte.
Laurent Kronental vit et travaille à Paris.

## Expositions
Liste non exhaustive
2015
- Souvenir d'un Futur, Bibliothèque Nationale François-Mitterrand, Paris, France[8]

2016
- Galerie du Carré d'Art, Rennes, France
- La villa Reine Jeanne, Hyères, France
- Benaki Museum, Athènes, Grèce
- Galerie Praz Delavallade, Paris, France
- Art Space Boan 1942, Séoul, Corée du Sud
- Galerie Robert Doisneau, Nancy, France

2017
- Les Yeux des Tours, Bibliothèque Nationale François-Mitterrand, Paris, France
- Librairie Maupetit Actes Sud, Marseille, France
- Multimedia Art Museum, Moscou, Russie

## Collections
Liste non exhaustive
- Tour Saint-Gobain, La Défense, France
- Kunstmuseum - Basel (Bâle), Suisse
- Fondation Seydoux Pathe, Paris, France
- Préfecture des Hauts de Seine, Nanterre, France
- RATP Ateliers, Paris 19e, France
- Palais-Royal, Paris, France

## Prix et récompenses
- 2015 : Bourse du Talent[10]
- 2015 : Finaliste de la compétition PhotoFolio[11]
- 2016 : Finaliste de la compétition LensCulture[12]
- 2016 : prix du jury du Festival Circulations[13].
- Nommé au Prix Pictet